# Мілослав (гміна)
Гміна Мілослав (пол. Gmina Miłosław) — місько-сільська гміна у північно-західній Польщі. Належить до Вжесінського повіту Великопольського воєводства.
Станом на 31 грудня 2011 у гміні проживало 10390 осіб.

## Територія
Згідно з даними за 2007 рік площа гміни становила 132.26 км², у тому числі:
- орні землі: 59.00%
- ліси: 30.00%

Таким чином, площа гміни становить 18.78% площі повіту.

## Населення
Станом на 31 грудня 2011:
| Опис     | Загалом | Загалом | Чоловіки | Чоловіки | Жінки | Жінки |
| -------- | ------- | ------- | -------- | -------- | ----- | ----- |
| одиниця  | осіб    | %       | осіб     | %        | осіб  | %     |
| все      | 10390   | 100     | 5143     | 49.50    | 5247  | 50.50 |
| міське   | 3623    | 100     | 1753     | 48.39    | 1870  | 51.61 |
| сільське | 6767    | 100     | 3390     | 50.10    | 3377  | 49.90 |

## Сусідні гміни
Гміна Мілослав межує з такими гмінами: Вжесня, Доміново, Жеркув, Колачково, Кшикоси, Нове-Място-над-Вартою, Сьрода-Велькопольська.